# Equivalente en gasolina de milla por galón

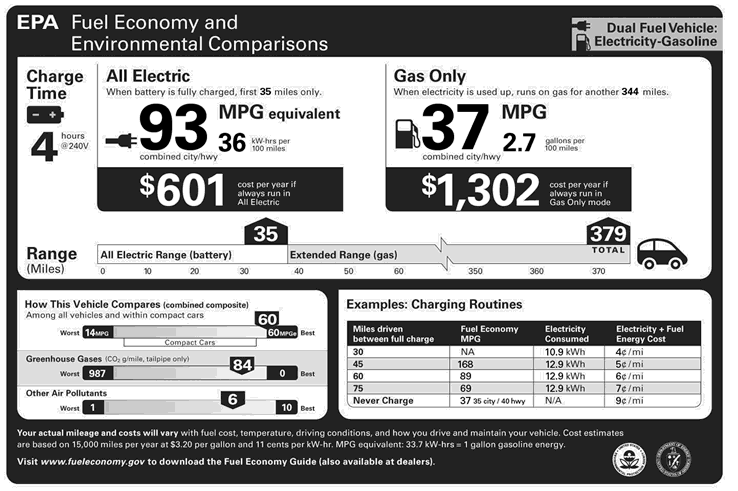
Etiqueta de Monroney que muestra las clasificaciones equivalentes de economía de combustible de la EPA para el Chevrolet Volt 2011. La clasificación para el modo totalmente eléctrico (izquierda) se expresa en millas por galón de gasolina equivalente.

El equivalente de millas por galón de gasolina (MPGe o MPG ge) es una medida de la distancia promedio recorrida por unidad de energía consumida. El MPGe es utilizado por la Agencia de Protección Ambiental de los Estados Unidos (EPA) para comparar el consumo de energía de vehículos de combustible alternativo, vehículos eléctricos enchufables y otros vehículos de tecnología avanzada con el consumo de energía de los vehículos de combustión interna convencionales y clasificados en millas por galón estadounidense.